# Andrena lindbergella
Andrena lindbergella is een vliesvleugelig insect uit de familie Andrenidae. De wetenschappelijke naam van de soort is voor het eerst geldig gepubliceerd in 1950 door Pittioni.